# تاتسوهیکو ستا
تاتسوهیکو ستا (به انگلیسی: Tatsuhiko Seta) بازیکن فوتبال اهل ژاپن و عضو تیم ملی فوتبال ژاپن است که در تاریخ ۲۲ مه ۱۹۷۳ میلادی اولین بازی ملی‌اش را انجام داد. او در ۲۵ بازی ملی حضور داشت و آخرین بازی ملی خود را در تاریخ ۲۲ مارس ۱۹۸۰ میلادی انجام داد. تاتسوهیکو ستا در بازی‌های ملی‌اش
گلی به ثمر نرساند.